# NGC 3697C
NGC 3697C is een spiraalvormig sterrenstelsel in het sterrenbeeld Leeuw. Het hemelobject werd op 24 februari 1827 ontdekt door de Britse astronoom John Herschel.

## Synoniemen
- MCG 4-27-44
- ZWG 126.63
- HCG 53B
- PGC 35360